# 深山くのえ
深山 くのえ（みやま くのえ、12月9日生）は、日本のライトノベル作家。血液型はB型。

## 経歴・人物
2003年、投稿作「籠の鳥いつか飛べ」で第29回パレットノベル大賞（小学館）佳作を受賞。書き下ろし作品『花色の戯れ』（パレット文庫、2005年4月）で作家デビューした。

## 作品一覧
（）内は挿絵・イラストの作者

### パレット文庫
- 花色の戯れ（唯月一）
- 華宵楼恋歌（みなみ遥）
- 籠の鳥は夜にささやく（西炯子）
- 柘榴石にくちづけを（こうじま奈月）

### パレット文庫スペシャル版
- 紅蓮のくちづけ–染模様恩愛御書（西炯子）

### ルルル文庫
- 「舞姫恋風伝」シリーズ：全4巻＋1巻（藤間麗）

1. 舞姫恋風伝
2. 舞姫恋風伝〜廃城の反乱〜
3. 舞姫恋風伝〜花街の迷走〜
4. 舞姫恋風伝〜花片小話〜

- 舞姫恋風伝〜三花抄〜 ※電子書籍のみ

- 「アラビアンロ−ズ」シリーズ（増田メグミ）

1. アラビアンロ−ズ〜ライラの受難〜
2. アラビアンロ−ズ〜ルゥルゥの不運〜

- 「桜嵐恋絵巻」シリーズ（藤間麗）
- 身代わり歌姫の憂鬱（サカノ景子）
- 恋染変化花絵巻（サカノ景子）
- かぎろひさやか（由羅カイリ）

1. かぎろひさやか 玉響
2. かぎろひさやか 夕星
3. かぎろひさやか 常磐

- 浪漫邸へようこそ（あき）

1. 浪漫邸へようこそ
2. 浪漫邸へようこそ 〜初夏の嵐〜
3. 浪漫邸へようこそ 〜花開く日〜

- 隠れ姫いろがたり（あき）

1. 隠れ姫いろがたり -紅紅葉-
2. 隠れ姫いろがたり-雪の下-

- 六男坊と陰陽師（ねぎしきょうこ）

1. 六男坊と陰陽師 飛天の風
2. 六男坊と陰陽師 幻の公達

- 「乙女なでしこ恋手帖」シリーズ[1]（藤間麗）

短編
- 冬の蝶（オムニバス作品「花嫁アンソロジー」所収短編）

### フラワーコミックスルルルnovels
- 二の姫の物語 小説オリジナルストーリー（和泉かねよし）
- 茉莉花は月夜に微笑む–新・舞姫恋風伝–（水波風南）
- 「乙女なでしこ恋手帖」シリーズ（藤間麗）

1. 乙女なでしこ恋手帖 壱 春待つ五月
2. 乙女なでしこ恋手帖 弐 やさしさの欠片

### 小学館ジュニア文庫
- さよなら、かぐや姫 〜月とわたしの物語〜（サカノ景子）
- おはなし!コウペンちゃん きみに会いにきたよ（るるてあ）
- おはなし!コウペンちゃん きみのそばにいるよ（るるてあ）

### 小学館文庫キャラブン!
- 色にや恋ひむ ひひらぎ草紙（アオジマイコ）
- 桃殿の姫、鬼を婿にすること 宵の巻（宵マチ）